# Filip Dobrečić
Filip Dobrečić je bio crnogorski diplomat katoličke vjere, iz Bara (Crna Gora) i brat barskog nadbiskupa i primasa srpskog, Nikole Dobrečića. Po nacionalnosti je bio Srbin, kao i njegov brat.
Bio je miljenik talijanske kraljice Jelene Savojske. Za vrijeme studiranja objavljivao je propagandne tekstove u inozemnom tisku u korist crnogorskih državnih i nacionalnih probitaka. Stekao je doktorat u Rimu iz oblasti političkih i diplomatskih znanosti. Kao poliglot imenovan je za tajnika Ministarstva vanjskih poslova Kraljevine Crne Gore. Bio je zastupnik u crnogorskoj Narodnoj skupštini. Imenovan je 1917. godine za generalnog konzula Crne Gore u Brindisiu. Do 1918. godine nalazio se u crnogorskoj diplomatskoj službi, kada prelazi u jugoslavensku, odnosno u Ministarstvo vanjskih poslova Kraljevine SHS. Imenovan je za konzula u Pečuhu i Rijeci.

## Prijepori oko načina sjedinjenja Srbije i Crne Gore 1918. godine
Andrija Radović je tvrdio da Crna Gora vodi separatističku politiku. To je opovrgavao Filip Dobrečić u jednom tekstu, dok je bio činovnik crnogorskog Ministarstva vanjskih poslova. Dobrečić objašnjava da u crnogorskoj vladi nema separatista, jer se separatistima ne mogu smatrati oni koji rade u korist zajedničkih interesa, tj. u korist jedinstva Crne Gore i Srbije. Separatisti su, prema njegovom mišljenju, upravo oni koji iz sebičnih i osobnih interesa rade na razdoru između dvije države. Kao jednog od tih separatista, Dobrečić označava Andriju Radovića, jer način na koji on propagira ujedinjenje doprinosi nacionalnom razdoru, a ne jedinstvu. Ne sporeći da je svesrpsko ujedinjenje na srcu svakom poštenom čovjeku, i da je Crna Gora pobornik takvog ujedinjenja, Dobrečić smatra da je rasprava o tom pitanju, u trenutku kada se i jedna i druga država nalaze u ropstvu, neprimjerena. On zato predlaže da se o ujedinjenju raspravlja tek kada dvije kraljevine povrate svoju slobodu. Istovremeno, Dobrečić ističe i da je pitanje ujedinjenja Crne Gore i Srbije - njihovo unutrašnje pitanje, tako da nijedan neslužbeni čimbenik, pa ni Radovićev Odbor za narodno ujedinjenje, nema legitimitet voditi akciju za ujedinjenje. Prema njegovom mišljenju, to unutrašnje pitanje, koje se u ovom slučaju tiče državnog statusa Crne Gore, rješavat će crnogorski narod i njegovo zakonito predstavništvo.